# Bernd Minnich
Bernd Minnich (* 1941 in Hamburg; † 30. Juni 1993 in Düsseldorf) war ein deutscher Künstler, Maler sowie Professor für Bildende Kunst.

## Leben
Bernd Minnich studierte 1962 bis 1963 Archäologie, Geographie und Kunstgeschichte in Hamburg und bis 1969 Kunst in Braunschweig sowie an der Staatlichen Akademie der Bildenden Künste Karlsruhe und Düsseldorf. 1990 wurde er Professor für Malerei an der Hochschule für Bildende Künste Braunschweig. Der Kunstkurator Harald Szeemann lud ihn 1972 mit seinen kleinen „Traumkisten“ zur Kasseler documenta 5 ein. Mit den Künstlern Dieter Roth und Axel Heibel war er freundschaftlich verbunden.
Minnichs Bilder wirken harmonisch und sind farbig verdichtet. Die Farben sind manchmal ohne Pinsel direkt mit den Händen auf große Formate aufgetragen. Tischlerplatten hat er dreimal mit Titanweiß grundiert und dann geschliffen, damit die Farben auf der glatten Fläche liegen. „Es macht mir Spaß, farbige Richtigkeiten im Bild zu formulieren“. So nahm er zum Beispiel die feinteiligen schuppig-schillernden Farben des Schmetterlingsflügels als Anreiz, um diese pure Farbigkeit auf eigene hochsensible Weise zu einer besonderen Ästhetik zu gestalten. Er benutzte gerne bestimmte Gold- und Silbertöne. Seine Bilder stellen eine harmonische Welt dar.
Minnich war verheiratet und lebte von 1968 bis 1992 in Düsseldorf. Er starb 1993 an den Folgen einer früheren Fehlbehandlung, die bei ihm Krebs ausgelöst hatte.

## Ausstellungen
- 2005: Neues Museum, Weimar
- 2001: Württembergischer Kunstverein Stuttgart
- 2001: Kunstsammlungen Chemnitz
- 2000: Kunstverein Lingen Kunsthalle
- 1993: Kunstverein für die Rheinlande und Westfalen, Düsseldorf
- 1992: Overbeck-Gesellschaft, Lübeck
- 1991: Salone Villa Romana, Florenz
- 1991: Kunstverein Braunschweig
- 1990: Westfälischer Kunstverein, Münster
- 1984: Haus Nieting, Geldern
- 1982: Staatliche Kunsthalle Baden-Baden
- 1981: Kunsthalle Düsseldorf
- 1974: Wilhelm-Lehmbruck-Museum, Duisburg
- 1973: Biennale Paris
- 1972: documenta 5, Kassel in der Abteilung Individuelle Mythologien

## Auszeichnungen
- 1987: Villa-Romana-Preis, Florenz

## Bildbände und Kataloge
- Bernd Minnich und Jaroslav Poncar. Malerei, Photographie. Kunstverein für die Rheinlande und Westfalen, Düsseldorf 1993, ISBN 3-925974-23-7.
- Karl Böhmer, Monika Hillmer, Bernd Minnich, Achim Zielinski in Farbe. Kunstverein Lippstadt 1992.
- Arkadische Notizen. Bacht, Essen 1992, ISBN 3-87034-049-5.
- Bernd Minnich, Malerei. Kunstverein Braunschweig 1991.
- Malerei. Bernd Minnich. Vorwort: Friedrich Meschede. Text: Martin Hentschel. Kleinheinrich, Münster 1990, ISBN 3-926608-46-3.
- Bernd Minnich. Wilhelm-Lehmbruck-Museum der Stadt Duisburg. Wilhelm-Lehmbruck-Museum, Duisburg 1974.